# Potpuri
Potpuri je mešavina sušenih, prirodno mirisnih biljnih materijala koji se koriste za pružanje nežnog prirodnog mirisa. Reč „potpuri“ dolazi u engleski od francuske reči, odnosno, naziva za špansko varivo sa širokim spektrom sastojaka, nazvano „ola poprida“, specijalitet grada Burgos.

## Istorija
Potpuri se koristi u sobama još od antičkog doba, na razne načine. U ranom 17. veku, sveže biljke i cveće je skupljano od početka proleća i preko leta. Biljke su ostavljane na dan-dva da omlitave a onda su posipane krupnom morskom solju. Smeša je povremeno mešana dok su joj se dodavali slojevi. Na jesen bi se dodavali začini sve dok se ne postigne prijatan miris. Tada su dodavana sredstva za očuvanje. Završen potpuri se u specijalnim loncima sa perforianim poklopcima ostavljao u parfemskim sobama. Moderni potpuri se sastoji i od bilo kog sušenog biljnog materiejala sa dodatkom prirodnih i sintetičkih parfema, dodaju se i predmeti koji nisu biljnog porekla kako bi potpuri estetski bio prijatniji. Moguće je i prskati ga mirisima, ali je potreban fiksator. U tu svrhu se koristi koren irisa.

## Životni vek
Suvo cveće može trajati od dva meseca do 20 godina u zavisnosti od mešavine. Pravilno napravljeni traju duže kada se čuvaju u zatvorenim kontejnerima.

## Kontejneri
U tradicionalnom dizajnu, posuda za potpuri je opremljena probušenim poklopcem kroz koji miris može polako da se širi. Porcelanska vaza Sevres u obliku broda, jedan je od najspektakularnijih primera iz 1750-ih i 1760-ih. Madam Pompadur je posedovala tri od 12 napravljenih primera, od kojih je 10 preživelo.

## Biljke koje se koriste
- aleva paprika
- kora cimeta i kajsije
- karanfilić
- strugotine čempresa
- seme komorača
- strugotine tamjana i kedra
- cvet i ulje jasmina
- žižula cvet
- strugotine smerke
- lišće i cvetovi lavande
- lišće i cvetovi matičnjaka
- kora limuna
- lišće i cvetovi majorana
- lišće i cvetovi nane
- mugvort
- kora pomorandže
- lišće pelargonijuma
- strugotine i šišarke pinjon bora
- cvetovi ruže
- lišće i cvetovi ruzmarina